# Handsworth, South Yorkshire
Handsworth är en förort i sydöstra Sheffield, i distriktet Sheffield i grevskapet South Yorkshire i England. Handsworth har ungefär 15 000 invånare. I samhället finns det 5 skolor, 4 kyrkor, ett flertal små affärer och ett snabbköp. Benjamin Huntsman upptäckte degeltekniken i Handsworth under 1740-talet. Hans framsteg möjliggjorde Sheffields framväxt till en av de ledande industristäderna i norra England. Handsworth var en civil parish fram till 1938 när blev den en del av Sheffield och Orgreave. Civil parish hade 17 472 invånare år 1931. Byn nämndes i Domedagsboken (Domesday Book) år 1086, och kallades då Handesuuord/Handesuurde.